# Pave Clemens 7.
Clemens 7. (født 26. maj 1478, død 25. september 1534) var pave fra 18. november 1523 til sin død. Hans oprindelige navn var Giulio de' Medici. Paven er også kendt som den flygtende pave.
Den 6. maj 1527 blev Rom stormet af tyske lejesoldater sendt af den tysk-romerske kejser Karl 5. I en blodrus trængte lejesvendene ind i Rom og videre ind i Vatikanet. Plyndringsgods var alt de tænkte på, for deres hærfører havde ikke penge til at betale dem.[kilde mangler] De protestantiske landsknægte drog derfor imod rigdommene i Vatikanet. Først da angriberne nåede trappen til Peterskirken, blev de holdt tilbage af schweizergarden.[kilde mangler] Pave Clemens 7. havde søgt tilflugt i kirken.
Da de tyske landsknægte endelig brød gennem linjen lå 159 af schweizergardens 189 mænd døde, mens resten enten var sårede eller taget til fange af overmagten.[kilde mangler] Paven selv var flygtet ad en 800 m lang korridor i en mur fra Peterskirken til den store fæstning Engelsborg ved Tiberens bred. Murene var godt 6 meter tykke. Ved at flygte overlevede Paven tyskernes belejring, men måtte betale en enorm løsesum, før han kunne slippe ud af fæstningen.[kilde mangler]